# Антоніо Хосе Валенсія
Антоніо Хосе Валенсія (ісп. Antonio José Valencia, нар. 5 травня 1925) — болівійський футболіст, що грав на позиції півзахисника за клуби «Літораль» і «Болівар», а також національну збірну Болівії.

## Клубна кар'єра
У футболі дебютував виступами за команду «Літораль». 
1949 року перейшов до клубу «Болівар», за який відіграв 4 сезони. Завершив професійну кар'єру футболіста у 1953 році.

## Виступи за збірну
1949 року дебютував в офіційних матчах у складі національної збірної Болівії. Протягом кар'єри у національній команді провів у її формі 10 матчів.
У складі збірної був учасником двох чемпіонатів Південної Америки: 1949 року у Бразилії (зіграв 7 матчів) і 1953 року у Перу (зіграв в одному матчі).
У складі збірної був учасником чемпіонату світу 1950 року у Бразилії, де зіграв в розгромно програному матчі з Уругваєм (0-8).